# HD70075
HD70075 — хімічно пекулярна зоря спектрального класу A1, що має видиму зоряну величину в смузі V приблизно  6,7.
Вона  розташована на відстані близько 1025,6 світлових років від Сонця.

## Фізичні характеристики
Телескоп Гіппаркос зареєстрував фотометричну змінність  даної зорі з періодом    1,76 доби в межах від  Hmin= 6,71 до  Hmax= 6,67.